# Henri Leroy

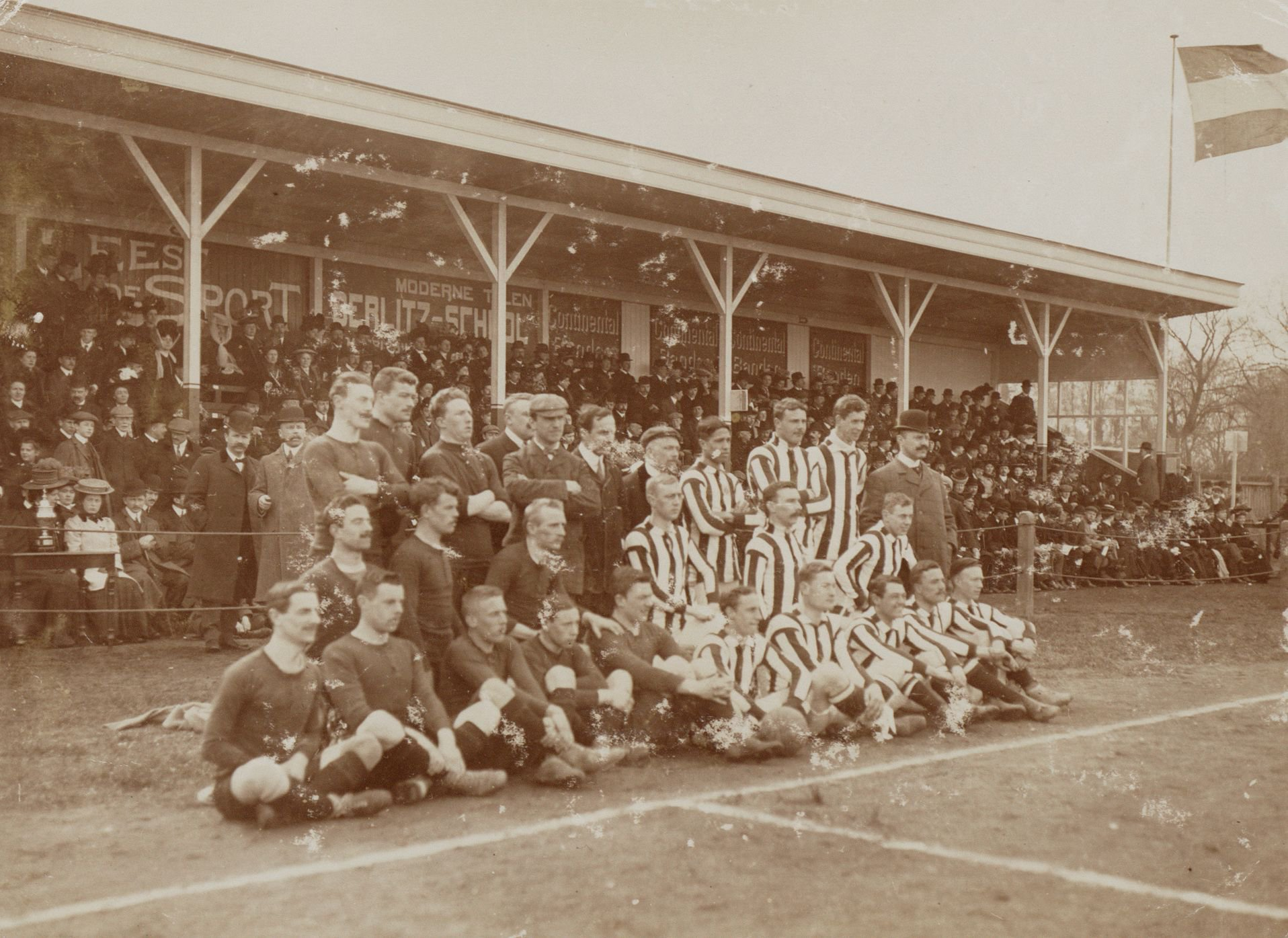
Leroy in het Belgisch voetbalelftal (1908)

Henri Leroy (12 december 1887 - 10 september 1964) was een Belgisch voetballer die speelde als doelman. Hij voetbalde in Eerste klasse bij Racing Club Brussel en Union Sint-Gillis en speelde 18 interlands met het Belgisch voetbalelftal.

## Loopbaan
Leroy was sinds 1902 als doelman aangesloten bij Racing Club Brussel. In 1908 debuteerde bij in het eerste elftal als vervanger van titularis Robert Hustin en hij mocht op het einde van het seizoen al onmiddellijk de landstitel vieren.
Op 12 april 1908 werd debuteerde Leroy in het Belgisch voetbalelftal in de wedstrijd Frankrijk-België. Hij werd onverwacht opgeroepen als vervanger van ploeggenoot en titularis Hustin die van zijn werkgever geen vrijaf kreeg om de interland te spelen. De wedstrijd werd met 2-1 gewonnen en Leroy speelde een sterke wedstrijd. De volgende interland stond Hustin terug in het doel maar België verloor deze wedstrijd met 2-8 waardoor Hustin zijn basisplaats in de nationale ploeg verloor aan Leroy.
Dit zorgde voor spanningen bij Racing Brussel waar Hustin nog steeds de eerste doelman was. Leroy vertrok daarop naar Union Sint-Gillis en behaalde er met de ploeg de landstitel in 1910 en 1913 en de Beker van België in 1913 en 1914. Bij de nationale ploeg bleef Leroy de vaste doelman.
In 1914 werd de Belgische competitie voor vijf jaar onderbroken door de Eerste Wereldoorlog. Na de hervatting van de competitie in 1919 bleef Leroy nog doelman in de eerste ploeg van Union tot in 1925. Hij bleef wel aangesloten bij de club tot in 1960. Leroy speelde in totaal 236 wedstrijden in Eerste klasse. Met de Belgische voetbalploeg speelde hij in 1919 nog één wedstrijd. In totaal speelde hij 18 interlands voor de nationale ploeg.